# Municipio de Benson
El municipio de Benson (en inglés: Benson Township) es un municipio ubicado en el condado de Swift en el estado estadounidense de Minnesota. En el año 2010 tenía una población de 334 habitantes y una densidad poblacional de 3,58 personas por km².

## Geografía
El municipio de Benson se encuentra ubicado en las coordenadas 45°22′11″N 95°33′24″O / 45.36972, -95.55667. Según la Oficina del Censo de los Estados Unidos, el municipio tiene una superficie total de 93.19 km², de la cual 88,63 km² corresponden a tierra firme y (4,89 %) 4,55 km² es agua.

## Demografía
Según el censo de 2010, había 334 personas residiendo en el municipio de Benson. La densidad de población era de 3,58 hab./km². De los 334 habitantes, el municipio de Benson estaba compuesto por el 98,8 % blancos, el 0,3 % eran asiáticos y el 0,9 % eran de una mezcla de razas. Del total de la población el 0,9 % eran hispanos o latinos de cualquier raza.